# 52292 Камджалов
 (52292) Камджалов  (на английски: Kamdzhalov) е астероид от главния астероиден пояс.
Открит е от Л. Шмадел и Ф. Бьорнген в Таутенбърг на 10 октомври 1990 г.
Носи името на българския диригент Йордан Камджалов, тъй като „той свързва света на музиката с очарованието на вселената“.